# Mpower Pictures
La Mpower Pictures è una societa di produzione cinematografica e televisiva di David Segel, Stephen McEveety, John Shepherd e Todd Matthew Burns. Inoltre è anche un distributore internazionale.

## Società di produzione

### Cinema
- Bella (2006)
- The Star of Bethlehem (film 2007) (2007)
- The Stoning of Soraya M. (2008)
- An American Carol (2008)
- Showmen (2010)
- Machine Gun Preacher (2011)

### Televisione
- Vlad

## Distributore
- As We Forgive (2010)